# ガガウズ自治区

ガガウズ自治区

Avtonom Territorial Bölümlüü Gagauz Yeri
（ガガウズ語）
 
 Unitatea Teritorială Autonomă Găgăuzia
（ルーマニア語）
 
 Автономное территориальное образование Гагаузия
（ロシア語）

地域の標語：Yaşasın Gagauziya!(ガガウジアよ永遠なれ！)
地域の歌：母国

| 民族構成（2014年） | 民族構成（2014年） | 民族構成（2014年） | 民族構成（2014年） | 民族構成（2014年） |
| ------------------ | ------------------ | ------------------ | ------------------ | ------------------ |
|                    |                    |                    |                    |                    |
| ガガウズ人         | ガガウズ人         |                    | 83.8%              | 83.8%              |
| ブルガリア人       | ブルガリア人       |                    | 4.9%               | 4.9%               |
| モルドバ人         | モルドバ人         |                    | 4.7%               | 4.7%               |
| ロシア人           | ロシア人           |                    | 3.2%               | 3.2%               |
| その他             | その他             |                    | 3.6%               | 3.6%               |

ガガウズ人の旗。またかつての独立期前半の国旗でもあった

ガガウズ自治区（ガガウズ語: Gagauz Yeri ガガウズ・イェリ、ルーマニア語: Găgăuzia ガガウジア、ロシア語: Гагаýзия, Gagaúziya）は、モルドバの南部にある自治地域である。正教会に属するテュルク系のガガウズ人が住み、ガガウズ語の使用などが認められている。首都はコムラト。面積は1,832平方キロメートル、人口は103,200人（2024年国勢調査速報結果）。

## 名称
自治区の公用語での正式名称は以下の通り。
- ガガウズ語: Avtonom Territorial Bölümlüü Gagauz Yeri
- ルーマニア語: Unitatea Teritorială Autonomă Găgăuzia
- ロシア語: Автономное территориальное образование Гагаузия（Avtonomnoye territorialnoye obrazovaniye Gagauziya）
  - （参考）英語: Autonomous Territorial Unit of Gagauzia (Gagauz Yeri)

日本語訳例はガガウズ自治区。ガガウズ語名であるガガウズ・イェリと呼ぶ場合もある。また国号を自治共和国と訳す場合もある（ガガウズ・イェリ自治共和国など）。ルーマニア語などの通称であるガガウジアと呼ぶ場合もあるが、あまり一般的ではない。
「ガガウジア」と「ガガウズ・イェリ」は対等な名称であることが基本法一条にあり、そのことからGagauzia (Gagauz-Yeri)と併記する例もある。 
ガガウズ・イェリはガガウズ語で「ガガウズ人の場所」という意味。

### 歴史的な名称
コムラト共和国（1906年）
- ガガウズ語: Komrat Respublikası
- ルーマニア語: Republica de la Comrat
- ロシア語: Комратская республика
  - （参考）英語: Komrat republic

ガガウズ共和国（1990年 - 1995年）
- ガガウズ語: Gagauz Respublikası
- ルーマニア語: Republica Găgăuzia
- ロシア語: Республика Гагаузия（Gagauzskaya Respublika）
  - （参考）英語: Gagauz Republic

## 略史
現在のガガウズ自治区に当たる地域はモルドバと同じ歴史を歩んでいる。中世よりモルダヴィア公国、オスマン帝国、ロシア帝国と支配国家が移った。
1900年代前半、当時の支配国家であったロシア帝国で革命（ロシア第一革命）が起こる。帝国全土で反政府運動と暴動が起き、コムラトでは1906年1月にアンドレイ・ガラツァンによる蜂起が発生した。1月6日にはコムラト共和国が「建国」された。この共和国は6日後の1月12日に鎮圧されて消滅した。
その後の第二革命でロシア帝国は崩壊し、モルダヴィア地方の統治国はルーマニア王国に取って代わられた。第二次世界大戦が発生するとソビエト連邦が占領し、1940年にこの地一帯に連邦構成体のひとつモルダビア・ソビエト社会主義共和国（モルダビアSSR）が設置された。ソビエト連邦時代ではガガウズ人の民族自治区画は設置されなかったため、1980年代後半よりペレストロイカが始まると民族意識が高揚した。
1988年にガガウズ人とその他の少数民族によって「ガガウズ・ハルクィ」（ガガウズ語でガガウズ人を意味する）と呼ばれる組織を結成。民族自治区画の設置を採択すると、1989年11月12日にモルダビアSSR内の自治共和国、ガガウズ・自治ソビエト社会主義共和国（Gagauz Autonomous Soviet Socialist Republic、ガガウズASSR）の建国が宣言された。翌日にモルダビア最高ソビエト幹部会はガガウズASSRの創設は違法であり、認められないと宣言した。1989年12月3日と1990年7月22日にも同じく建国宣言を行っている。
1990年8月19日にガガウズASSRは主権宣言を行い、ガガウズ共和国としてソ連からの独立を宣言した。この動きはモルダビア政府が同国南部地域に非常事態宣言（1990年10月26日から同年12月6日まで）を発令するほど大きなものとなった。ソ連政府は12月22日にガガウズ共和国の独立の無効を宣言している。
1991年、ソビエト連邦は崩壊し、モルダビアSSRはモルドバ共和国として独立した。ガガウズ共和国は翌年の1992年10月7日にモルドバ共和国からの独立宣言を行ったが、独立運動は行き詰まり始めた。その一方でモルドバ政府との交渉が行われ、モルドバ共和国内のガガウズ自治区として大幅な自治権が付与される形で決着した。「ガガウズ（ガガウズ＝イェリ）の特別な法的地位に関する法律（Nr. 344）」は1994年12月23日に採択、1995年1月14日に発効された。
その後も、同地ではモルドバ「本土」とは民族的・宗教的に異なることもあり、欧州連合（EU）よりもロシアなど独立国家共同体（CIS）へ接近する動きが強い。2014年2月2日に行われたモルドバのEU加盟に関する住民投票では、98.4%が「EUよりもロシア・CISへの緊密な関係を望む」とし、また98.9%が「モルドバがEUに加盟する場合はガガウズは独立するべき」と答えている。2015年以降、親ロシア派のイリナ・ヴラ、エフゲニア・グシュルが相次いで元首に就任しており、モルドバのEU加盟や対ロシア関係をめぐって自治区と政府との間に軋轢が生じ始めている。

### 略年表
- 1906年1月18日～25日 - コムラトで蜂起が発生、コムラト共和国が建国される
  - 1940年 - モルダビアSSR設置
- 1989年11月12日 - モルダビアSSR内のガガウズ・自治ソビエト社会主義共和国の建国を宣言
- 1990年8月19日 - ガガウズ共和国としてソ連より独立宣言
  - 12月22日 - ソ連政府は独立宣言を無効とする
  - 1991年 - モルドバが独立宣言。ソ連崩壊
- 1992年10月7日 - モルドバからの独立を宣言
- 1995年6月19日 - モルドバ内のガガウズ自治区が設置される
- 2014年2月2日 - 住民投票で98.4%がEUよりロシア・CISへの緊密な関係を支持。また98.9%がモルドバEU加盟時のガガウズ独立を支持
- 2015年4月15日 - 元首選、イリナ・ヴラが就任
- 2023年7月19日 - 元首選、エフゲニア・グシュルが就任

## 政治
自治に関する基本法は1998年に採択。ガガウズ語の使用などが盛り込まれているが、モルドバの憲法内での活動を行うことや現地の警察権・租税権はモルドバ側が握っている。
ガガウズ自治区の長は、バシュカン（Başkan）と呼ばれる。「知事」や「首長」とも訳されるが、ガガウズ語やトルコ語では「元首」を意味する。

### 外交
一部モルドバと異なる外交を行っている。
- テュルク文化国際機関 - 通称TÜRKSOY。チュルク文化の国際機関で、オブザーバーとして加盟。対してモルドバは加盟していない。
- アブハジア共和国および  南オセチア共和国 - ガガウズと同じく、1990年代にジョージア（グルジア）より独立宣言を行った「国家」。ロシアが介入を行い、どちらもジョージアからの独立を保っている。また、ロシアを含む5ヵ国の国際連合加盟国が国家として承認している。ガガウズ議会はこの「二ヵ国」を2008年9月19日に国家として承認し、モルドバ政府にも国家承認をするように求めたが[13]、モルドバは応じていない。

### 地方行政

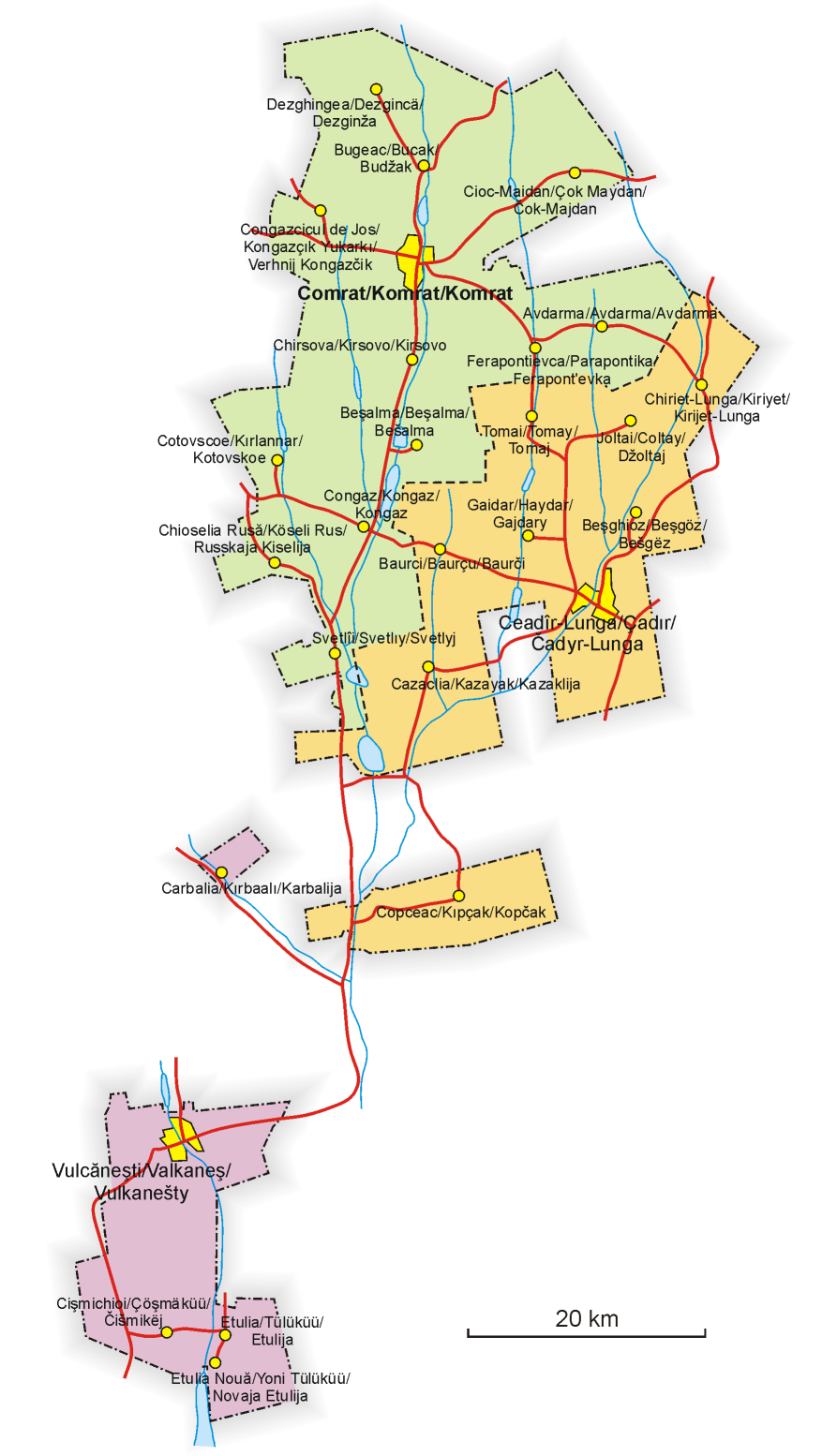
ガガウズ自治区の地図

ガガウズ自治区は規模の大きい都市を中心として3つの地区に分かれている。1基礎自治体、2市、23のコムーナを含んだ32の地域区分に分かれる。
- コムラト地区 - コムラト 基礎自治体
- チャドゥル＝ルンガ地区 - チャドゥル＝ルンガ市（英語版）
- ブルカネシュティ地区 - ブルカネシュティ市（英語版）

ガガウズ自治区の範囲は首府コムラトやチャドゥル＝ルンガ市から見て、ブルカネシュティ市およびその周辺とカルバリア、コプチャクが飛び地となっている。この飛び地へは道路が通じているが、行政上は他県（ラヨン）を通らなければならない。
ガガウズ自治区はガガウズ人が人口の50パーセントを占める地域と、住民投票を経て編入された地域から成り立っている。住民投票は住民の3分の1以上の賛同があれば実施でき、有権者の過半数が賛成することでガガウズ自治区に編入される。